# 七源州
七源州是唐代所置的一個蠻州，宋代及明代仍置，後陷於安南，在今越南谅山省长定县七溪。

## 唐代的七源州
鬱水自七源州流出入邕州宣化縣，七源州屬嶺南道邕州都督府。

## 宋代的七源州
宋代仍屬邕州

### 北七源州[4][5]
唐、宋在今越南諒山省西北七溪有個七源州，北宋後期在今凌雲縣又有七源州，北七源州當為南七源州的居民遷居而定名。

## 明代的七源州
- 永樂五年六月癸未朔（1407年7月5日）置，隸諒山府，領水浪縣、琴縣、脫縣、容縣、披縣、平縣六縣[6]。
- 永樂七年正月二十二乙丑（1409年2月6日），併七源州之披縣入本州，容縣入脫縣，平縣入水浪縣，領水浪縣、琴縣、脫縣三縣[7]。
- 永樂八年七月十四日（1410年8月14日），設七源州稅課司局[8]。
- 永樂九年四月十三日（1411年5月5日），水浪縣之博化江口巡檢司隸七源州[9]。
- 永樂十三年八月二十三日（1415年9月25日），併七源州之水浪縣入本州，琴縣入淵縣，領縣一：脫縣，并革七源州稅課局[10]。
- 永樂十四年五月十五日（1416年6月10日），設七源州僧正司[11]
- 永樂十七年三月十九日癸亥（1419年4月13日），設七源州儒學[12]。
- 永樂十七年九月十四日丙辰（1419年10月3日），併七源州之脫縣入淵縣[13]

### 明代七源州職官
- 王：洪武二十八年歲貢，授戸部江西清吏司主事，改禮部精膳清吏司主事，降除交趾諒山府七源州同知，卒于官[14]。
- 李廉明：洪武二十六年癸酉科舉人，任交趾七源州州判[15]。